# Austrodecus kelpi
Austrodecus kelpi är en havsspindelart som beskrevs av Pushkin, A.F. 1977. Austrodecus kelpi ingår i släktet Austrodecus och familjen Austrodecidae.
Artens utbredningsområde är Södra Ishavet. Inga underarter finns listade.